# Едынак, Радослав
Радослав Едынак (пол. Radosław Jedynak; род. 9 июня 1982, Варшава) — польский шахматист, гроссмейстер (2006),  президент польской Шахматной федерации.

## Шахматная карьера
С шахматами он познакомился в возрасте 3-х лет, благодаря своему отцу, но впервые принял участие в шахматном турнире, когда ему было 7 лет. Это был чемпионат Варшавского округа Охота , который завершился его победой. С 1992 года  в течение 10 лет он непрерывно участвовал  в финалах польского юношеского чемпионата во всех возрастных категориях. Радослав Едынак является многократным призером чемпионата Польши по шахматам среди юниоров: золото в 1994 году (до 12 лет), серебро в 1993 году (до 12 лет), бронза в 1996 году (до 14 лет). В 1994 году участвовал в чемпионате мира по шахматам среди юниоров (U12), в котором делил третье место вместе с будущим  чемпион мира ФИДЕ, Русланом Пономарёвым. В 1993 году он выиграл вице-чемпионат юношеской сборной Польши с варшавской командой "Легион" , в 1996 - 1997 годах - чемпионат национальной сборной, а в 2000 году - бронзовую медаль на этих соревнованиях.
С 1999 по 2005 год прерывал участие в шахматных турнирах для получения образования (в 2005 году окончил факультет политических наук Варшавского университета) и шахматной журналистике. Между тем, в 2001 году он получил звание международного чемпиона.  В 2005 году он вернулся к активной турнирной игре и вскоре стал гроссмейстером. Занял или делил первое место на следующих международных соревнованиях: Зноймо (2002), Ярнолтувек (2003), Лейтерсдорф (2006), Марси-Л'Этуаль (2006), Монпелье (2006), Дейзисау (2007), Оберварт (2007), Малага Open (2008), Rewal (2009), Карпач (2012).
Радослав Едынак также успешно участвовал в нескольких командных чемпионатах Польши (командная бронза в 2003 году, индивидуальное серебро в 2008 году) и чешских шахматных турнирах Extraliga (командная бронза в 2007, 2012 годах).
С 2018 года президент Польской шахматной федерации.

## Изменения рейтинга
| Графики недоступны из-за технических проблем. См. информацию на Фабрикаторе и на mediawiki.org. |